# 달 학살
달 학살은 크로아티아 독립 전쟁 기간이었던 1991년 8월 1일 크로아티아의 달 마을에서 크로아트인 56-57명이 학살당한 사건이다. 학살당한 희생자에는 크로아트인 민간인 외에도 크로아티아 경찰관 20명, 크로아티아 국가방위군(ZNG) 병사 15명과 경찰서 및 상수도원을 방어하고 있던 민방위원 4명도 있었다. 일부 경찰과 국가방위군 병사는 교전 중 사망하였으나, 항복한 자들도 포로가 된 이후 살해당했다. 당시 크로아티아군은 유고슬라비아 인민군(JNA)과 세르비아 의용방위군의 지원을 받았던 세르브계 크로아티아인 군사인 SAO 동슬라보니아, 바라냐 및 서시르미아(SAO BAWS)의 영토방위군과 전투를 하고 있었다. SAO BAWS는 달 마을 바로 남쪽에 있던 보로보셸로 전투 이후 크로아티아 동부를 자치주로 선포하였다.
공격 이후 마을과 그 주변 지역에 살고 있던 비세르브계 민간인은 박해를 당했다. 이들은 강제 추방을 당한 후 감옥에 갇히거나 신체적 학대를 당한 후 살해당했다. 전쟁 이후, 구유고슬라비아 국제형사법원(ICTY)에서는 슬로보단 밀로셰비치와 고란 하지치를 포함한 세르비아 및 SAO BAWS의 고위 인사들을 달에서 일으킨 전쟁 범죄 혐의로 기소하였다. 달 학살 사건은 독일 언론들이 대대적으로 보도하면서 국제적으로 크로아티아를 지지하는 여론이 늘어나기 시작했다. 1991년 말까지 독일은 크로아티아에 대한 외교적 지원을 주요 정책으로 세우게 되는 계기가 되었다.

## 배경
1990년, 크로아티아 사회주의 공화국의 총선거에서 사회주의 정당이 대패하고 민족주의 성향의 크로아티아 민주연합이 승리하자, 크로아티아 내에서 크로아트인과 세르브인 사이 민족 갈등이 고조되기 시작하였다. 유고슬라비아 인민군(JNA)은 크로아티아의 저항을 최소화하기 위해 크로아티아 영토방위군(TO)의 무기를 전부 압수하였다. 1990년 8월 17일에는 양 민족간의 긴장이 세르브계 크로아티아인의 대대적인 반란으로 확대되어 세르브인이 다수 거주하는 달마티아 고원 크닌을 중심으로 리카, 코르둔, 바노비나, 슬라보니아 지역에 다수 소요가 일어났다. 이들은 1990년 7월 세르비아 국가의회를 세워 크로아티아의 대통령 프라뇨 투지만의 크로아티아의 독립 정책에 강력히 반대하였다. 크닌 남쪽의 마을의 치과의사 출신인 밀란 바비치가 의장으로 선출되었다. 크닌의 경찰서장 밀란 마르티치는 준군사 민병대를 세우기 시작했다. 두 사람은 크로아티아 내 세르브인 거주 지역을 통합한 자칭 SAO 크라이나의 정치, 군사적 지도자가 되었다. 1991년 3월 세르비아 정부의 지원을 받기 시작한 SAO 크라이나는 크로아티아 내 세르브인 다수 거주 지역의 통제권을 강화하기 시작한다. 이 움직임으로 파크라츠에서 무혈 충돌이 일어났으며 플리트비체 호수 사건에서는 양 측의 충돌로 최초의 사망자가 발생하였다. 5월 초부터는 슬라보니아 동부 지역에서도 민족 갈등이 고조되어 달 마을 바로 남쪽에 있는 곳에서 보로보셸로 전투가 일어난다. 6월 25일에서 26일 사이에는 동슬라보니아의 세르브계가 자칭 SAO 동슬라보니아, 바라냐 및 서시르미아을 세우며 자치적인 정치체로 선포하였다.
1991년 초 시점에 크로아티아는 자체 정규군이 없었으며, 국방력을 강화하기 위해 크로아티아의 경찰력을 2만명으로 2배로 증강하였다. 경찰력 중 가장 강한 곳은 군사 조직을 가지고 있었던 12개 대대 3천 명 병력의 특수경찰이었다. 이 외에도 9천명에서 1만명 가까이 되는 지역 내 예비경찰 조직도 있었다. 예비경찰은 16개 대대 12개 중대 규모로 편성되었으나 무기가 부족했다. 7월에는 크로아티아 국가방위군(ZNG)가 창설되어 4개의 근위여단과 4만 명의 경찰예비대로 재편되어 특수경찰을 일부 흡수하였다. 예비부대의 경우에는 모든 인원을 무장할 수 있을 만큼의 소화기나 중화기가 없었다.

## 전개
달, 에르두트, 알마시 3개 마을은 1991년 8월 1일 오전 3시부터 오전 4시 30분까지 포격을 받았다. 크로아티아 측에서는 이 포격은 세르브계 크로아티아인 영토방위군 외에도 도나우강 동안 세르비아 사회주의 공화국 영토에 있는 유고 인민군 제51기계화여단 산하 부대에서부터 받은 포격이라고 주장하였다. 크로아티아 정부에게 제공한 유고 인민군의 보고서에서는 유고 인민군 포병이 포격에 가담하지 않았다고 부인하였으며, 최초의 전투 시각도 4시 10분 경으로 늦게 적혀 있다. 구유고슬라비아 국제형사법원(ICTY)의 슬로보단 밀로셰비치 재판에서 나온 증언에서는 오전 3시 즈음 첫 전투가 시작되었다는 주장을 지지하였다.
포격이 끝난 후, 젤코 라주나토비치(일명 아르칸)가 이끄는 세르비아 의용방위군이 지원하는 세르브계 크로아티아 영토방위군이 보로보셸로에 있는 기지에서 3개조로 조직하여 달을 향해 보병 돌입을 시작했다. 이 중 첫 번째 조는 달 경찰서를 공격하였으며, 두 번째 조는 마을 상수도원 인근의 ZNG 주둔지를 공격하였으며, 세 번째 조는 예비군으로 두었다. 크로아티아 경찰과 국가방위군 병사가 방어하고 있던 달 경찰서에서는 격렬한 전투가 이어졌다. 오전 6시 20분, 크로아티아 경찰은 상당한 사상자를 이유로 오시예크 경찰서에게 지원 요청을 함과 동시에 영토방위군의 공격 중단을 위해 유고 인민군의 지원을 요청하였다. 유고 인민군은 개입을 결정하고 6시 50분 경 달 마을로 진격 명령을 받았다. 유고 인민군은 보고예보와 달을 잇는 15 km 길이의 도로에서 달 마을에 도착하기 직전 에르두트의 크로아티아 국가방위군 제3경비여단 제1대대 제1중대의 사격을 받았다고 보고하였다. 반대로, 이 사건에서 ICTY 재판소에서는 유고 인민군이 이유 없이 에르두트의 민가를 향해 발포하였다고 결론내렸다. 유고 인민군은 오전 9시 30분 경 달 경찰서에 도착하였다.
유고 인민군이 달 마을에 도착한 이후 사건에 대해서 유고 인민군과 크로아티아 양측 사이 주장은 서로 엇갈린다. 유고 인민군은 경찰서의 방어군만 교전 중단을 거부한 것이라고 주장하였으나 크로아티아 측은 유고 인민군이 크로아티아 경찰과 국가방위군 병력의 무조건적인 항복을 요구하였고 크로아티아군이 이를 거부한 것이라고 주장한다. 양 측 모두 오전 10시 경 결국에는 유고 인민군의 전차 3대의 주포가 경찰서를 향해 발포하면서 교전이 재개되었다고 본다. 유고 인민군 측은 생포되어 포로가 된 크로아티아 경찰이나 국가방위군 병사가 없다고 주장하나 이는 경찰서 외곽에 주둔했던 크로아티아군은 교전 중단을 받아들였다는 자체 보고서와 모순되며 크로아티아 측에서는 항복한 자들은 포로로 붙잡힌 후 살해되었다고 주장한다. 달 경찰서 전투로 크로아티아 경찰 20명, 국가방위군 병사 15명, 민방위원 4명 등 총 39명이 사망하였다.
같은 날, 달 마을에서 비세르브계 민간인 여럿이 학살당했다. 크로아티아 정부와의 후속 협상에서 SAO BAWS 측은 8월 1일 달 마을에서 크로아트인 56-57명이 사망하였다고 보고하였다. 민간인 2명을 포함한 25명의 시신은 크로아티아 국가방위군이 장악한 오시예크로 운구되었다. 시신 검시 결과 사망자 중 일부는 구타당한 뒤 처형당한 것으로 보인다고 나왔다.

## 여파
8월 1일 사건으로 인종적으로 혼합된 마을에서 크로아트인에 대해 공격이 시작되자 크로아트인들은 겁을 먹고 달 마을을 빠져나가기 시작했다. 난민들 중 대부분은 알마시 마을로 이동한 다음 드라바강을 따라 보트나 바지선을 타고 오시예크까지 이동하였다. 세르비아군의 점령 직후 달을 비롯한 인근 마을의 비세르브계인 박해가 시작되었다. 비세르브계 박해에는 구타, 임의 체포, 전시 성폭력 등이 포함되어 있었다. 영토방위군 부대는 크로아트인 민간인 여럿을 체포하여 달 마을에 감금하였다. 9월 21일에는 포로 11명이 라주나토비치가 이끄는 영토방위군 병사들에게 학살당해 첼리예 마을의 집단무덤에 묻혔다. 10월 4일에는 달 수용소에 구금된 민간인 28명이 영토방위군 병사와 라주나토비치에게 고문당한 뒤 학살당했다. 사망자의 시신들은 도나우강에 버려졌다. 1992년 5월까지 달 마을에서 최소 135명의 크로아트인과 비세르브계 민간인이 학살당했다.
11월 20일 유고 인민군이 부코바르를 점령한 후, 도시 주민 다수를 달 수용소로 이감하였다. 이 강제 이주는 SAO BAWS의 정치 지도자 고란 하지치의 요청으로 이루어졌다. 전투에 가담한 혐의를 받은 사람들은 취조받으면서 고문당했으며, 이 중 최소 35명이 처형당했다. 12월 19일, SAO 크라이나는 세르비아 크라이나 공화국(RSK)으로 개칭하였으며, 1992년 2월 26일 SAO BAWS는 정식으로 세르비아 크라이나 공화국으로 편입되었다. 1991년 9월 25일부터 SAO BAWS의 대통령이었던 고란 하지치는 크라이나로 흡수 합병된 이후 크라이나 공화국의 대통령직을 맡게 되었다.
1991년 8월 1일 달에서 일어났던 사건은 독일 언론에 대대적으로 보도되어, 대중들에게 학살에 대한 거대한 항의가 일어났다. 독일은 이후 추가적인 충돌과 폭력을 막기 위해 크로아티아를 국제적으로 정식 독립국으로 인정해야 한다고 주장하였다. 1991년 말까지 독일은 유럽 경제 공동체(EEC) 외교관들에게 로비를 하며 크로아티아의 국제적 인정을 공식적인 정책으로 밀고나갔다. 12월 19일, 독일 정부는 유럽 경제 공동체 회원국들 중에서는 최초로 크로아티아를 정식 국가로 인정하였다.
2013년, 달 경찰서는 크로아티아 정부로부터 영웅스러운 일에 표창하는 니콜라 4세 즈린스키 훈장을 수여받았다. 또한 1991년 8월 1일 당시 달에서 학살당한 39명의 경찰관, 국가방위군 병사, 민방위원에 대한 추모비도 학살 22주년 추모를 맞아 달 역에 세워졌다. 2013년 11월 26일에는 달에서 사망한 민간인들에 대한 추모비도 건립되었다.

### ICTY의 전범 재판
1991년 당시 세르비아 사회주의 공화국의 대통령이었던 슬로보단 밀로셰비치와 세르비아 크라이나 공화국의 대통령 고란 하지치는 달 지역에서 민병대를 통해 비세르브계의 살인, 몰살, 추방, 고문을 명령하는 등의 전쟁 범죄 혐의로 ICTY에 기소되었다. 밀로셰비치는 ICTY 재판이 시작된 지 4년 만인 2006년 평결이 내려지기 전에 사망하였다. 고란 하지치의 재판은 2012년부터 시작되었으며, 2014년 말 말기 뇌암 진단을 받아 10월부터 재판이 중단되었으며 2016년 7월 12일 말기 뇌종양으로 사망하였다.
ICTY는 세르비아 내무부 산하 국가보안청 청장 요비차 스타니시치와 국가보안청 지휘 하의 특수작전부대 사령관인 프란코 시마토비치를 전쟁 범죄 혐의로 기소하였다. 혐의에는 1991년 11월 11일 달에서 체포된 민간인 2명을 포함한 7명의 비세르브계 민간인에게 고문에 가담한 혐의가 포함되었다. 체포된 민간인 중 5명은 에르두트에서 세르비아 의용방위군 병사에게 살해당해 첼리예 마을의 집단무덤에 매장되었다. 스타니시치와 시마토비치는 세르비아 의용방위군을 지휘하고 훈련시켰다는 혐의로도 기소되었다. 2008년 시작된 ICTY 재판은 2013년 5월 30일 두 사람 모두 무죄 판결을 받으면서 끝났다. ICTY 검사는 판결에 항소하였으며 2013년 항소를 시작하여 2015년 12월 15일 항소심에서 판결이 뒤집혔다. 2017년 6월 13일부터는 유엔 국제형사재판소(MICT)에서 항소심 재판을 이어받아 2020년까지 재판을 계속 하고 있는 중이다.
2010년, 유고 인민군 제51기계화여단 지휘관인 에네스 타소가 1991년 8월에서 12월 사이 달 마을에서 인도에 반한 죄로 기소되었다. 타소는 달 경찰서 공격 당시 유고 인민군의 공격으로 경찰관 2명이 사망한 것과 달 점령 이후 포로로 잡힌 9명, 부코바르 점령 이후 포로로 잡힌 11명과 90명의 비세르브계 민간인을 학살한 혐의로 기소되었다. 2012년 5월에는 오시예크의 크로아티아 지방법원이 세르브계 크로아티아인 2명을 20대 여성을 윤간하고 부모와 형제자매에게 강간을 강요한 전쟁 범죄 혐의로 재판을 시작하였다. 2013년 9월 둘 모두 유죄가 확정되어 징역 12년형을 선고받았다. 2013년 크로아티아 보훈부 장관은 크로아티아 정부가 달 학살 및 달 지역에서 일어난 전쟁 범죄와 관련된 인물로 총 150여건의 기소가 진행 중이라고 발표하였다.

## 같이 보기
- 에르두트 학살
- 크로아티아 독립 전쟁 기간의 학살 목록

## 참고 문헌
서적
- Bieber, Florian (2010). 〈Bosnia and Herzegovina since 1990〉.   Ramet, Sabrina P. 《Central and Southeast European Politics Since 1989》. Cambridge, England: Cambridge University Press. 311–327쪽. ISBN 978-1-139-48750-4.
- Bilić, Zvonimir (2011). 〈Uloga osječkih tvrtki u Domovinskom ratu〉 [Role of Osijek Companies in the Croatian War of Independence].   Pek, Branko; Lang, Slobodan. 《Pravo na dom》 [Right to a Home] (PDF) (크로아티아어). Osijek, Croatia: Studio HS internet. 290–296쪽. ISBN 978-953-7630-37-9. 2014년 1월 8일에 원본 문서 (PDF)에서 보존된 문서. 2020년 7월 15일에 확인함.
- Central Intelligence Agency, Office of Russian and European Analysis (2002). 《Balkan Battlegrounds: A Military History of the Yugoslav Conflict, 1990–1995》. Washington, D.C.: Central Intelligence Agency. OCLC 50396958.
- Hoare, Marko Attila (2010). 〈The War of Yugoslav Succession〉.   Ramet, Sabrina P. 《Central and Southeast European Politics Since 1989》. Cambridge, England: Cambridge University Press. 111–136쪽. ISBN 978-1-139-48750-4.
- Libal, Michael (1997). 《Limits of Persuasion: Germany and the Yugoslav Crisis, 1991–1992》. Westport, Connecticut: Greenwood Publishing Group. ISBN 978-0-275-95798-8.
- Lucarelli, Sonia (2000). 《Europe and the Breakup of Yugoslavia: A Political Failure in Search of a Scholarly Explanation》. Leiden, The Netherlands: Martinus Nijhoff Publishers. ISBN 978-90-411-1439-6.
- Nazor, Ante (2007). 《Počeci suvremene hrvatske države: kronologija procesa osamostaljenja Republike Hrvatske: od Memoranduma SANU 1986. do proglašenja neovisnosti 8. listopada 1991》 [Beginnings of the Modern Croatian State: A Chronology of the Independence of the Republic of Croatia: from 1986 SANU Memorandum to the Declaration of Independence on 8 October 1991] (크로아티아어). Zagreb, Croatia: Croatian Homeland War Memorial Documentation Centre. ISBN 978-953-7439-01-9.
- Pavlaković, Vjeran; Pauković, Davor; Raos, Višeslav (2012). 《Confronting the Past: European Experiences》. Zagreb, Croatia: Centar za politološka istraživanja. ISBN 978-953-7022-26-6.
- Repe, Božo (2009). 〈Balkan Wars〉.   Forsythe, David P. 《Encyclopedia of Human Rights, Volume 1》. Oxford, England: Oxford University Press. 138–147쪽. ISBN 978-0-19-533402-9.
- Rupić, Marko, 편집. (2007). 《Republika Hrvatska i Domovinski rat 1990. – 1995. – Dokumenti, Knjiga 1.》 [The Republic of Croatia and the Croatian War of Independence 1990–1995 – Documents, volume 1] (PDF). Zagreb, Croatia: Hrvatski memorijalno-dokumentacijski centar Domovinskog rata. ISBN 978-953-7439-03-3. 2016년 11월 26일에 원본 문서 (PDF)에서 보존된 문서. 2013년 12월 8일에 확인함.

저널 논문
- Šakić, Vlado; Sedlar, Slavenka; Tojčić, Anka (March 1993). “Ratni zločin i zločin genocida u agresiji Srbije na Republiku Hrvatsku 1991 ...” [War Crime and Crime of Genocide in Aggression of Serbia Against the Republic of Croatia in 1991 ...]. 《Društvena Istrazivanja: Journal for General Social Issues》 (크로아티아어) (Zagreb, Croatia: Institute of Social Sciences Ivo Pilar) 2 (2–3): 407–454. ISSN 1330-0288.

뉴스 보도
- “Još jedna tužna obljetnica: Sjećanje na stradale u Dalju i progonstvo iz Aljmaša” [Another Sad Anniversary: Memory of Killed in Dalj and Exile from Aljmaš] (크로아티아어). Nova TV. 2013년 8월 1일.
- Mađer, Verica (2013년 11월 26일). “U Dalju otkriverno spomen-obilježje ubijenim civilima” [A Memorial to Killed Civilians Unveiled in Dalj] (크로아티아어). Croatian Radiotelevision. 2020년 7월 15일에 원본 문서에서 보존된 문서. 2020년 7월 15일에 확인함.
- “Milosevic Indictment: Text”. BBC News. 2001년 10월 29일.
- “Ministar branitelja Matić uručio ratnoj PP Dalj odličje za junaštvo” [Veterans' Minister Matić Hands Wartime Dalj Police Station a Medal for Heroism]. 《Večernji list》 (크로아티아어). 2013년 8월 1일.
- “"Outside the Law", Following Milosevic's Dictate”. 《Sense Tribunal》. Sense Agency. 2008년 4월 29일. 2016년 3월 4일에 원본 문서에서 보존된 문서. 2022년 1월 24일에 확인함.
- “Presuda za ratni zločin u Dalju: Prisilili obitelj da gledaju silovanje njihove kćeri (20)” [Dalj War Crime Verdict: Family Forced to Watch Rape of their Daughter (20)]. 《Jutarnji list》 (크로아티아어). HINA. 2013년 9월 4일. ISSN 1331-5692. 2016년 3월 3일에 원본 문서에서 보존된 문서. 2020년 7월 15일에 확인함.
- “Optužnica protiv zapovjednika JNA zbog ratnog zločina nad 112 hrvatskih vojnika i civila” [Charges Against JNA Commander for War Crimes Against 112 Croatian Troops and Civilians]. 《Dubrovački vjesnik》 (크로아티아어). 2010년 5월 14일. 2013년 12월 12일에 원본 문서에서 보존된 문서. 2013년 12월 8일에 확인함.
- “Roads Sealed as Yugoslav Unrest Mounts”. 《The New York Times》 (New York City). Reuters. 1990년 8월 19일. ISSN 0362-4331.
- “Serb officers face trial for actions in Bosnia and Croatia”. 《The New York Times》 (New York City). 2008년 3월 16일. ISSN 0362-4331.

기타 자료
- “Judgement Summary for Jovica Stanišić and Franko Simatović” (PDF). International Criminal Tribunal for the former Yugoslavia. 2013년 5월 30일.
- Meron, Theodor (2013년 12월 5일). “Address to the U.N. Security Council Judge Theodor Meron President, International Criminal Tribunal for the former Yugoslavia President, Mechanism for International Criminal Tribunals” (PDF). International Criminal Tribunal for the former Yugoslavia.
- Nazor, Ante (April 2011). “"Informacija o angažovanju jedinice JNA u Dalju 01. 08. 1991. godine" (okupacija Dalja, Aljmaša i Erduta) – (I. dio)” [Information on Engagement of a JNA Unit in Dalj on 1 August 1991 (Occupation of Dalj, Aljmaš and Erdut) – (Part 1)]. 《Hrvatski vojnik》 (크로아티아어) (Ministry of Defence) (341). ISSN 1333-9036.  7 December 2013에 원본 문서에서 보존된 문서.
- Nazor, Ante (April 2011). “"Informacija o angažovanju jedinice JNA u Dalju 01. 08. 1991. godine" (okupacija Dalja, Aljmaša i Erduta) – (II. dio)” [Information on Engagement of a JNA Unit in Dalj on 1 August 1991 (Occupation of Dalj, Aljmaš and Erdut) – (Part 2)]. 《Hrvatski Vojnik》 (크로아티아어) (Ministry of Defence (Croatia)) (342). ISSN 1333-9036.  8 December 2013에 원본 문서에서 보존된 문서.
- “Obilježena 20. obljetnica tragične pogibije pripadnika PP Dalj” [20th Anniversary of Tragic Death of Dalj Police Station Marked] (크로아티아어). Ministry of the Interior. 2011년 8월 2일.
- “The Prosecutor of the Tribunal Against Goran Hadžić”. International Criminal Tribunal for the former Yugoslavia. 2004년 5월 21일.
- “The Prosecutor of the Tribunal Against Slobodan Milošević – Second Amended Indictment”. International Criminal Tribunal for the former Yugoslavia. 2002년 10월 23일.
- “The Prosecutor v. Jovica Stanišić & Franko Simatović – Prosecution Notice of Filing of the Third Amended Indictment” (PDF). International Criminal Tribunal for the former Yugoslavia. 2008년 7월 10일.
- “The Prosecutor v. Jovica Stanišić, Franko Simatović – Prosecution Appeal Brief” (PDF). International Criminal Tribunal for the former Yugoslavia. 2013년 9월 25일.
- “The Prosecutor vs. Milan Martic – Judgement” (PDF). International Criminal Tribunal for the former Yugoslavia. 2007년 6월 12일.
- “Trial of Slobodan Milošević – Transcript”. International Criminal Tribunal for the former Yugoslavia. 2003년 1월 29일. 15075–15177쪽.
- “Trial of Slobodan Milošević – Transcript”. International Criminal Tribunal for the former Yugoslavia. 2004년 8월 28일. 25477–25594쪽.